# 風野春樹
風野 春樹（かざの はるき、1969年1月24日 - ）は、日本の精神科医、書評家、SF愛好家。神奈川県鎌倉市出身。本名同じ。

## 経歴
栄光学園高等学校卒業。後の編集者日下三蔵は中学・高校の同級生。東京大学医学部卒業。専門は精神病理学・病跡学。在学中は文芸サークル「東京大学新月お茶の会」に参加。
1993年～1996年、東京大学医学部附属病院分院神経科勤務、 1996年〜1998年新潟柏崎厚生病院、1998年から東京武蔵野病院でリハビリテーション部長をつとめる。
その一方で、1997年から、ウェブサイト「サイコドクターあばれ旅」（のち「サイコドクターぶらり旅」のち「サイコドクターにょろり旅」）を作成。SF書評・映画評や精神医学についてのエッセイを執筆し、人気を博す。都市伝説「黄色い救急車」の検証ページが有名になる。
のち、書評家となり2002年から『S-Fマガジン』で国内SFレビューを8年間、『週刊読書人』で2004年からSF評を2年間担当。2014年現在、『本の雑誌』で「サイコドクターの日曜日」、『こころの科学』で「精神科から世界を眺めて」連載中。
初の著書『島田清次郎　誰にも愛されなかった男』で日本病跡学会奨励賞を受賞。

## 単著
- 『島田清次郎 誰にも愛されなかった男』本の雑誌社　2013年8月
- 『サイコドクターの日曜日』本の雑誌社 2016年12月（電子書籍のみの刊行）

### 共著
- 『サンリオSF文庫総解説』大森望・牧眞司編集　一部の記事を執筆 本の雑誌社 2014年9月
- 『ハヤカワ文庫SF総解説2000』早川書房編集部  (編集)　一部の記事を執筆 早川書房 2015年11月